# Hendrik Willem Valk
Hendrik Willem Valk (Elst, 18 november 1886 - 's-Hertogenbosch, 29 juli 1973) in de literatuur doorgaans H.W. Valk genoemd, was een Nederlands architect.  Valk was een van de belangrijkste architecten van het traditionalisme en bouwde met name in het zuiden van Nederland een groot aantal kerken en woonhuizen.

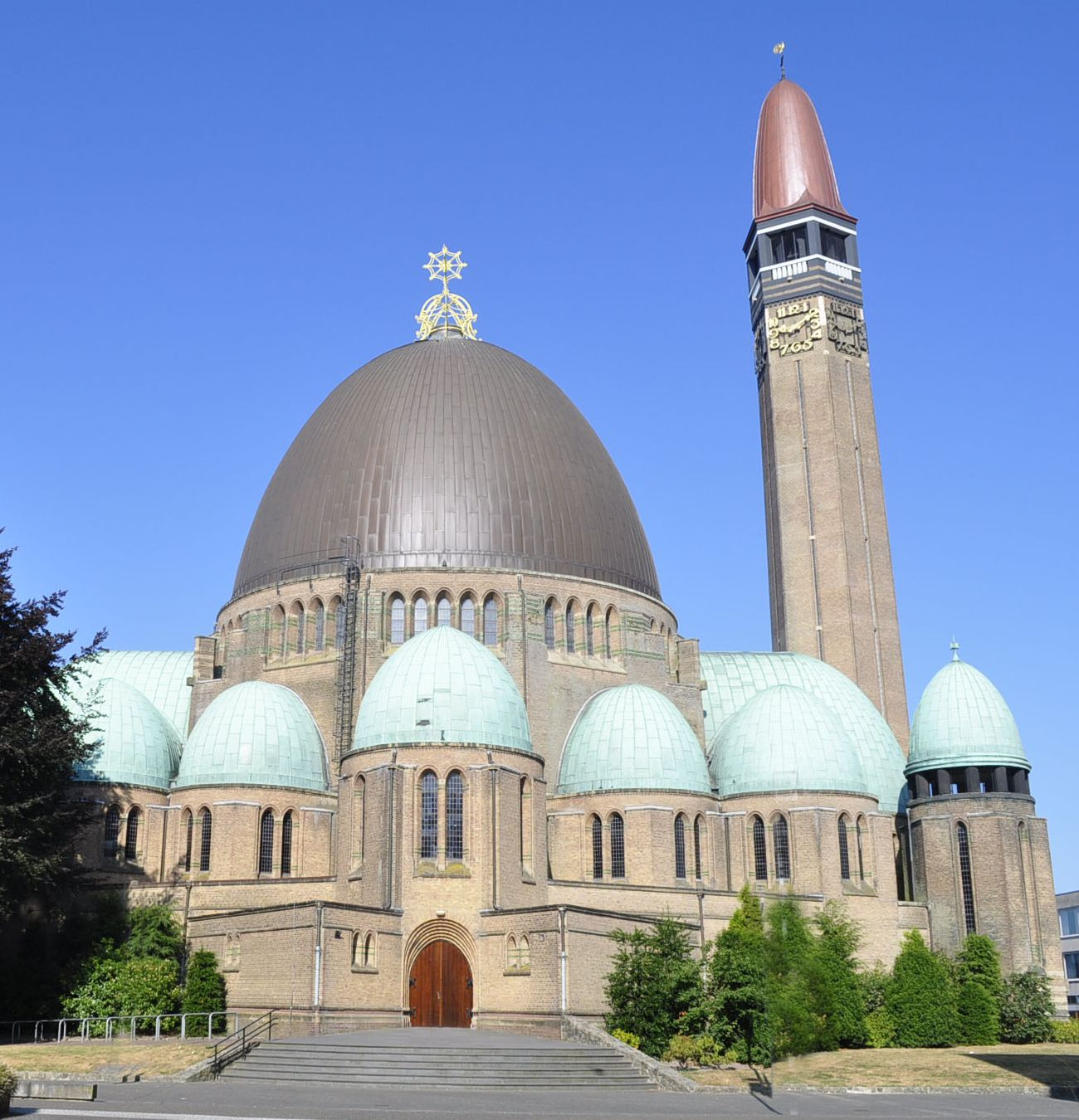
Sint-Jan de Doper te Waalwijk: centraalbouw, minaret-achtige toren en vele imposante koepels.

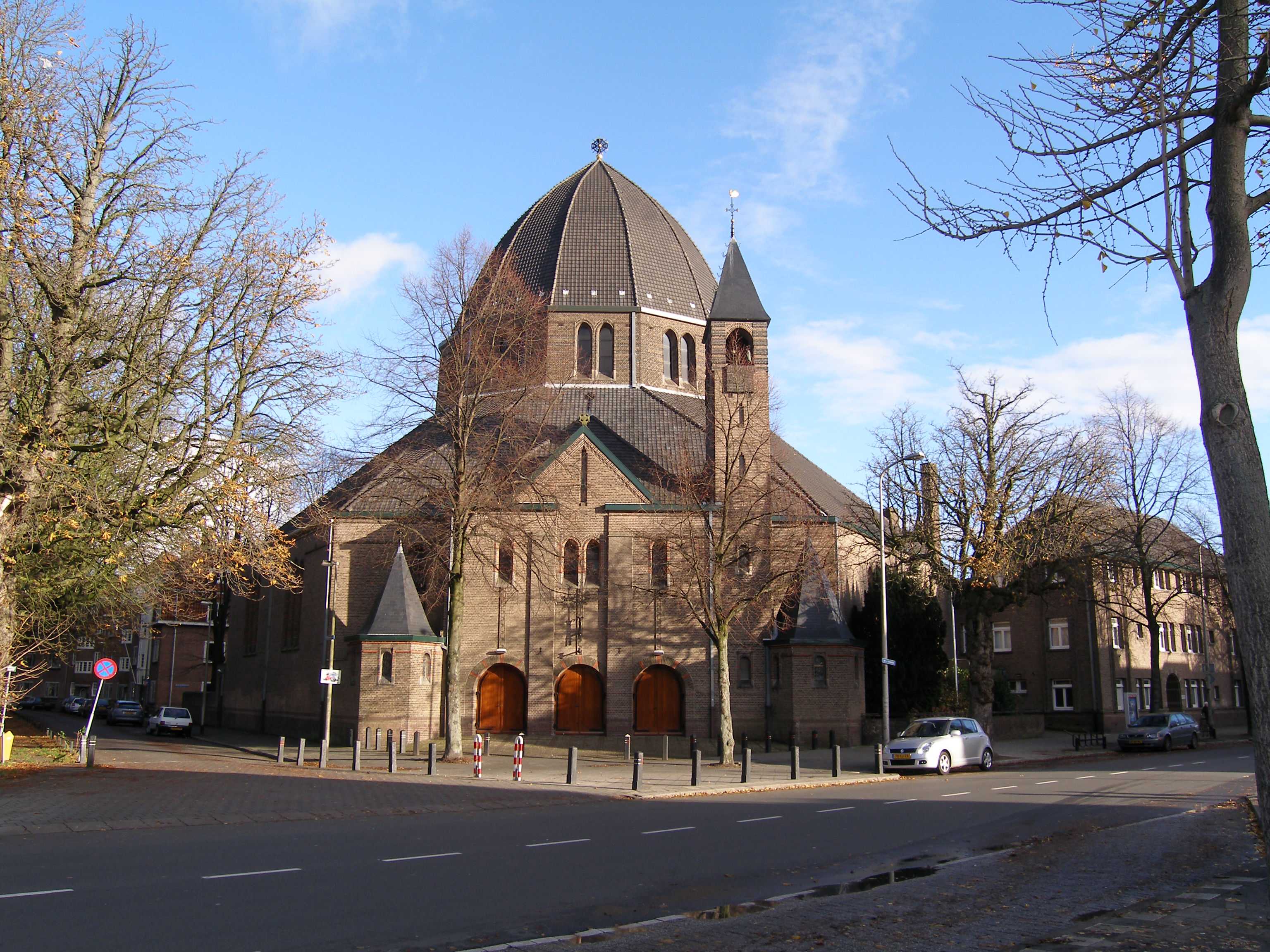
Aloysiuskerk te Utrecht

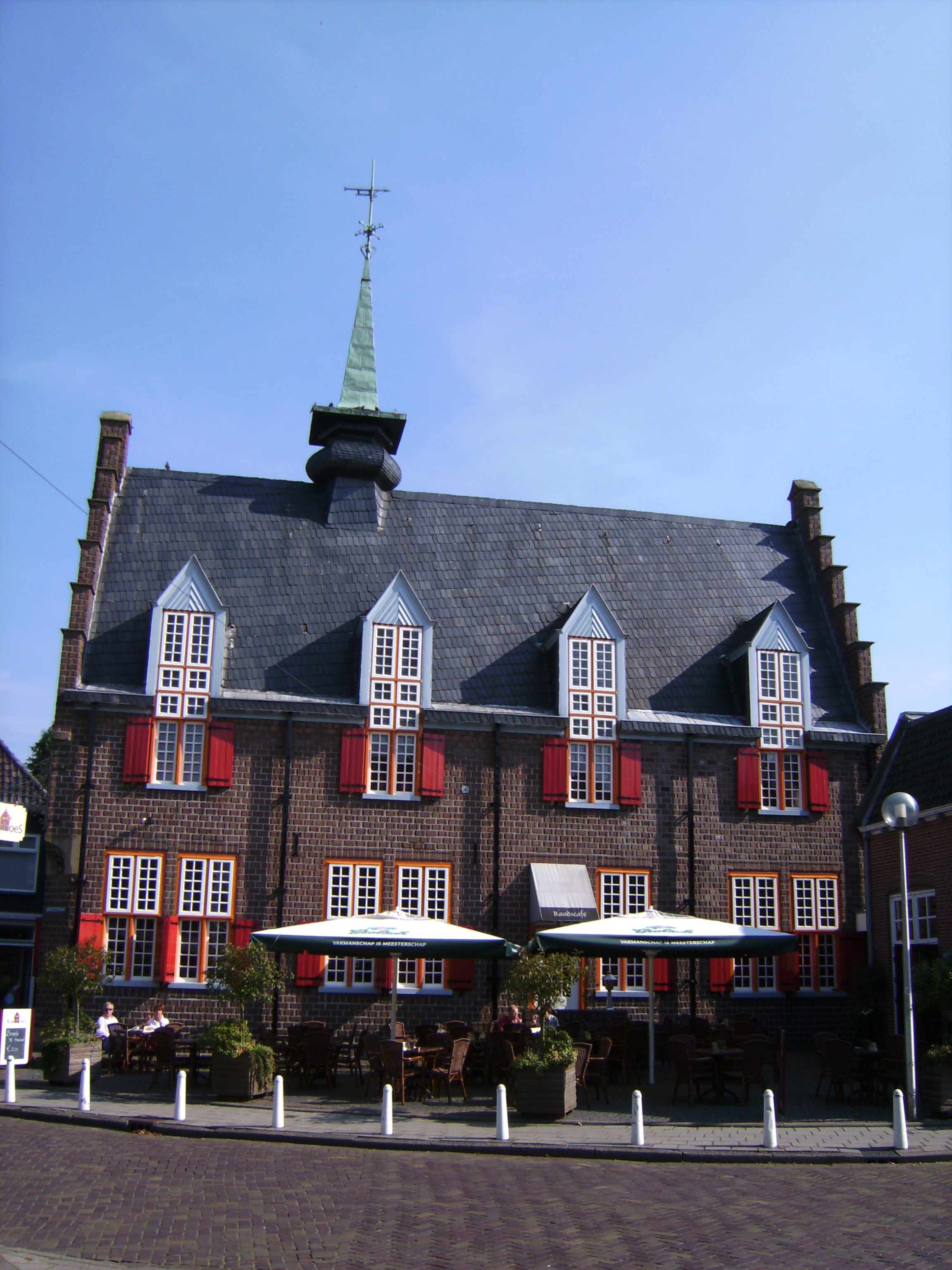
Raadhuis te Tubbergen

## Vorming
Valk was de zoon van Theodorus M.H. Valk, gemeentesecretaris te Elst in Gelderland, en Christine M. Erdkamp. Na enige tijd in Maashees te hebben gewoond verhuisde het gezin in 1896 naar Boxmeer. Valk bezocht van 1903 tot 1906 de ambachtsschool in Nijmegen en ging daarna bij verschillende architecten in de leer, achtereenvolgens bij Frank Ludewig in Nijmegen en Wolter te Riele in Deventer. In 1910 werd Valk tekenaar-opzichter bij het architectenbureau van Jos Cuypers in Amsterdam en werkte onder meer mee aan de bouw van de zuidvleugel van het Rijksmuseum. In deze periode volgde hij ’s avonds lessen aan de Amsterdamse Academie voor Bouwkunst, waar Jos Cuypers en H.P. Berlage twee van zijn docenten waren. Hoewel hij nog tot 1914 bij het bureau Cuypers in dienst bleef zou hij reeds in 1911 begonnen zijn met het aannemen van eigen opdrachten.

## Voor de oorlog
In 1915 richtte hij zijn eigen bureau op, dat eerst in Blerick was gevestigd, waar zijn moeder toen woonde, en in 1918 naar ’s-Hertogenbosch verhuisde. In deze stad kreeg hij een aantal grote opdrachten op het gebied van de volkshuisvesting, onder andere voor de nieuwe wijk Muntel. Belangrijk zijn de flats die in 1921 aan het Emmaplein in de wijk gebouwd werden, de eerste in hun soort in deze stad. De architect richtte zich toen nog op het expressionisme van de Amsterdamse School. In 1922 kreeg Valk zijn eerste opdracht voor een kerk, de Sint-Aloysiuskerk in Utrecht, een koepelkerk die een combinatie van stijlen vertoont. Zijn grootste werk volgde in 1923, de Sint-Janskerk in Waalwijk, eveneens een koepelkerk maar dit keer in een expressionistische stijl die duidelijk geënt was op de Amsterdamse School. Na de twee koepelkerken stapte Valk af van het idee van de zuivere centraalbouw. In plaats daarvan werd hij een van de belangrijkste voorvechters van de christocentrische opzet, een type kruiskerk waarin het altaar een centrale en goed zichtbare plaats kreeg op de kruising van schip en dwarsschip. Het expressionisme maakte in zijn werk plaats voor het traditionalisme om rond 1930 geheel als invloed te verdwijnen.
Valks traditionalisme uitte zich in het gebruik van handgevormde baksteen, gemetselde gewelven en van aan oude voorbeelden ontleende vormen. In tegenstelling tot geestverwant A.J. Kropholler, die zich liet inspireren door de traditionele architectuur van Scandinavië, haalde Valk zijn inspiratie vooral uit eigen land. De christocentrische kerken in Achterveld en Beek en Donk kregen gotisch aandoende torens die ontleend waren aan bestaande voorbeelden. Bijzonder is de Jacobuskerk in Enschede, die door Valk in samenwerking met Johannes Sluijmer in een neobyzantijnse stijl werd ontworpen. Een ander belangrijk werk is de Bonifatiuskapel in Dokkum die Valk bouwde op de fundamenten van een niet-voltooid ontwerp van zijn leermeester Te Riele. Van belang zijn verder onder andere de uitbreidingen van de middeleeuwse kerken van Eersel en Groessen en de verbouwing van de oude kerk van Waalre.

## Wereldlijke ontwerpen
Belangrijke niet-kerkelijke werken zijn het raadhuis van Tubbergen, villa Fort Sint-Anthonie in ’s-Hertogenbosch, het kasteelachtige huis dat Valk in 1932 voor zichzelf op een bastion aan de rand van de stad bouwde, huis De Kempen in Waalre dat Valk ontwierp voor schrijver Antoon Coolen en de bedrieglijk gotisch lijkende voorgevels van de Van Lanschot Bank in ’s-Hertogenbosch. Een belangrijk niet-uitgevoerd ontwerp is dat voor een stadhuis voor Amsterdam, dat een prijsvraag verloor en dat Valk desondanks uitgevoerd probeerde te krijgen door bestuurders en de publieke opinie te bespelen. Het leverde hem veel kritiek op van collega's.

## Rond deTweede Wereldoorlog
In de jaren 30 werd Valk lid van de fascistische organisatie Zwart Front, waarvoor hij formeel leider van de kring ’s-Hertogenbosch werd. Tijdens de bezetting werd Valk lid van de Kultuurkamer, publiceerde hij een aantal artikelen waarin hij de nieuwe orde toejuichte en accepteerde hij opdrachten van de nazi’s, onder meer voor de nooit gebouwde Pepinusbrug bij Echt. Deze houding kwam hem na de oorlog te staan op een uitsluiting van overheidsopdrachten voor drie jaar wegens collaboratie, een veroordeling waar ook de katholieke kerk zich bij aansloot. 

## Naoorlogse ontwerpen
Vanaf 1948 was Valk echter weer een veelgevraagd architect die met name veel verwoeste kerken verving door nieuwe, onder meer in Lage Zwaluwe, Boxmeer (de Sint-Petrusbasiliek), Huissen (de Heilige Martelaren van Gorcumkerk) en Sevenum. Vanaf 1949 werkte hij samen met zijn zoons Gerardus Hendrikus Franciscus Valk en Hendrikus Willem Johannes Valk junior. De laatste trok zich in 1960 terug en vestigde zich als zelfstandig architect te Helvoirt. Samen met zijn andere zoon ontwierp Valk nog de in 1961 gebouwde Sint-Jacobuskerk te Schipluiden, waarbij het traditionalisme grotendeels plaatsmaakte voor een meer moderne vormgeving. Na het overlijden van zijn vrouw in 1958 ontwierp hij zelf niet meer. In 1969 beëindigde H.W. Valk ook officieel zijn carrière. Het bureau werd hierna voortgezet door G.H.F. Valk. H.W. Valk overleed op 86-jarige leeftijd, de 29ste juli 1973 te 's-Hertogenbosch.